# Fatma Betül Sayan Kaya
Fatma Betül Sayan Kaya, née le 31 janvier 1981 à Istanbul (Turquie), est une femme politique turque. Membre de l'AKP, elle est députée depuis 2015 et ministre de la Famille et des Politiques sociales de 2016 à 2018.

## Biographie
Elle est diplômée en génie électrique de l'université Bilkent. Elle étudie à l'université de New York. Elle possède également un doctorat en médecine obtenu à l'université d'Istanbul. Elle travaille comme ingénieure à Istanbul.
Entre 2009 et 2012, elle est conseillère du Premier ministre Recep Tayyip Erdoğan.
Elle est élue députée de la deuxième circonscription d'Istanbul lors des élections législatives de novembre 2015 (elle avait échoué aux élections de juin de la même année). Le 25 novembre 2015, elle devient vice-présidente de l'AKP.
Elle est nommée ministre de la Famille et des Politiques sociales dans le gouvernement de Binali Yıldırım le 24 mai 2016. Elle est la seule femme membre du gouvernement et la troisième à porter le voile dans l'histoire politique turque.
En mars 2017, dans un contexte de tensions diplomatiques entre la Turquie et les Pays-Bas, elle est expulsée par la police néerlandaise vers l'Allemagne, d'où elle était entrée dans le royaume, pour irrégularité de visa et menace de trouble à l'ordre public (elle souhaitait tenir un meeting pour les pro-Erdoğan).

## Vie privée
Elle est mariée et mère de deux enfants. Elle est la sœur d'Ömer Fatih, qui dirige l'Autorité des technologies et de l'information et de la communication.

## Source de la traduction
- (en) Cet article est partiellement ou en totalité issu de l’article de Wikipédia en anglais intitulé « Fatma Betül Sayan Kaya » (voir la liste des auteurs).